# Горошек посевной
Горошек посевной, или Вика посевная, или Вика яровая (лат. Vicia sativa) — вид травянистых растений рода Горошек (Vicia) семейства Бобовые (Fabaceae). Одно из лучших кормовых растений которое по питательной ценности приближается к клеверу красному (Trifolium rubens).

## Ботаническое описание

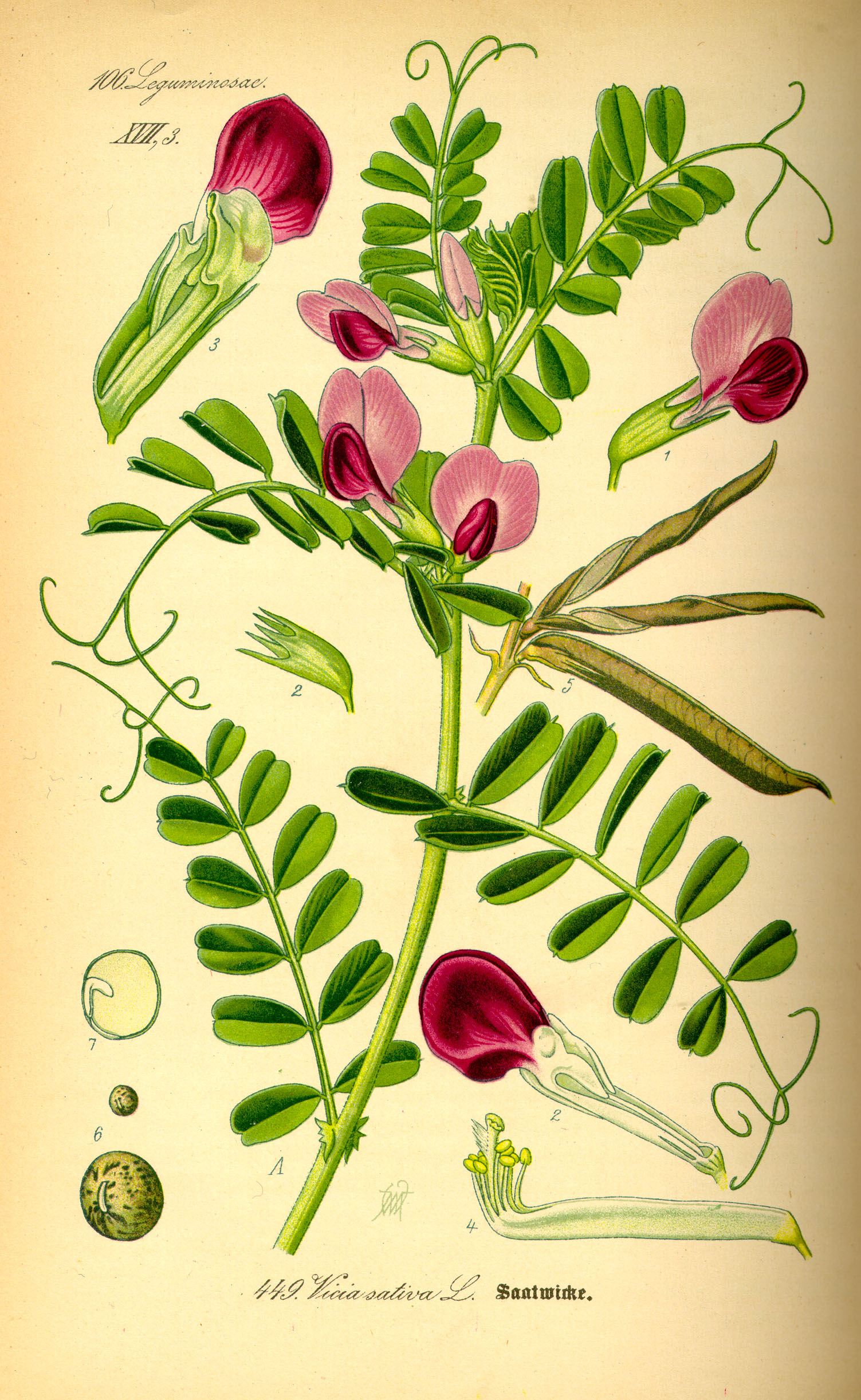
Горошек посевной.

Однолетнее или двулетнее, травянистое растение, 20—80 см высотой. Стебель восходящий или прямостоячий, простой или разветвлённый, гранистый, голый или опушённый. Листья парноперистосложные, оканчиваются ветвистыми усиками; прилистники полустреловидные; листочки продолговатые, широкоэллиптические или продолговато-обратнояйцевидные, в числе 3—8 пар.
Цветки пазушные, одиночные или парные, почти сидячие, 20—26 мм длиной; чашечка трубчатая, с ланцетно-шиловидными зубцами; венчик розово-лиловый. Плоды — слабо сплюснутые или почти цилиндрические, рассеянно опушенные или голые, светло-бурые бобы, до 6 см длиной. Семена шаровидные, разной окраски, бархатисто-матовые, по 4—10 в бобе, 3—5 мм в диаметре. В 1000 семян 40—60 грамм.
Цветение в мае—июле, плодоношение с июня.

## Распространение и экология
Естественная область распространения включает Европу, Кавказ, Среднюю и Малую Азию.
Растение к почвам мало требовательно. Холодостойкое и морозоустойчивое растение выдерживающее −6 °С. Плохо растёт в переувлажнённых, тяжёлых, кислых, солонцеватых почвах. Хорошо отзывается на внесение бора, молибдена, марганца и меди.
Размножается семенами, которые сохраняют всхожесть 4—5 лет. Семена прорастают при 2—3 °С, дружные всходы дают при температуре свыше 8 °С. При набухании могут поглощать около 97 % воды от собственной массы.
Поражается ржавчиной, мучнистой и ложной мучнистой росой, пятнистостью бобов и семян. Из вредителей отмечены гороховый слоник и листовертка поражающие зерно. Проволочный червь и клубеньковый долгоносик вредят всходам. Тли, гусеницы лугового мотылька и совки-гаммы поражают взрослые растения.

## Химический состав
В фазе цветения 1 кг корма содержит 99 мг каротина, в фазе полного цветения 51 мг, в фазе плодоношения 33 мг. Сено поздней уборки содержит 24 мг на 1 кг корма.
Коэффициент переваримости в зелёном корме: протеина 71—73, жира 60—65, клетчатки 44—49, БЭВ 70—71, сухого вещества 69, органического 62. В силосе переваримость ниже. В 100 кг зелёной массы содержится 16—19 кормовых единиц и 2,4—3,4 переваримого протеина, в сене 46 единиц и 12 кг.
Содержит незаменимые кислоты. По количеству лизина и метионина превосходит люпин (Lupinus), клевер красный (Trifolium rubens).

## Значение и применение
Горошек посевной незаменимый компонент вико-овсяной смеси которая считается прекрасным кормом для всех сельскохозяйственных животных. В корм используется зелёная масса, сено, сенаж, силос, травяная мука, дроблёные зерна и зерновая мука. В летнее время смесь позволяет обойтись без подкормки концентратами и получить высокие удои молока. По содержанию протеина и других питательных веществ горошек посевной близок к люцерне (Medicago) и клеверу (Trifolium). Семена содержат до 30 % протеина и используются в качестве концентрата для откорма домашней птицы. Излюбленный корм голубей.
Благодаря живущим на корнях азотфиксирующим бактериям обогащает почву азотом. При высоком урожае в почве может накапливать 80 кг/га азота. Вико-овсяная смесь используется в качестве зелёного удобрения.

## Классификация

### Таксономия
Vicia sativa L., 1753, Sp. Pl.: 736
Вид Горошек посевной относится к роду Горошек (Vicia) подсемейства Мотыльковые (Papilionoideae) семейства Бобовые (Fabaceae) порядка Бобовоцветные (Fabales). Таксономическая схема в соответствии с Системой APG IV по состоянию на декабрь 2023 года:
|  |                                      |  |                                   |                                   |                   |  | ещё 3 семейства | ещё 3 семейства   |                          |  |  |  | еще 523 рода                                                    | еще 523 рода     |  |  |
|  |                                      |  |                                   |                                   |                   |  | ещё 3 семейства | ещё 3 семейства   |                          |  |  |  | еще 523 рода                                                    | еще 523 рода     |  |  |
|  |                                      |  |                                   | порядок Бобовоцветные             |                   |  |                 |                   | подсемейство Мотыльковые |  |  |  |                                                                 | Горошек посевной |  |  |
|  |                                      |  |                                   | порядок Бобовоцветные             |                   |  |                 |                   | подсемейство Мотыльковые |  |  |  |                                                                 | Горошек посевной |  |  |
|  | отдел Цветковые, или Покрытосеменные |  |                                   |                                   | семейство Бобовые |  |                 |                   | род Горошек              |  |  |  |                                                                 |                  |  |  |
|  | отдел Цветковые, или Покрытосеменные |  |                                   |                                   |                   |  |                 |                   |                          |  |  |  |                                                                 |                  |  |  |
|  |                                      |  | ещё 63 порядка цветковых растений | ещё 63 порядка цветковых растений |                   |  |                 | еще 5 подсемейств | еще 5 подсемейств        |  |  |  | еще 296 подтвержденных видов и 52 вида, ожидающих подтверждения |                  |  |  |
|  |                                      |  |                                   | ещё 63 порядка цветковых растений |                   |  |                 |                   | еще 5 подсемейств        |  |  |  |                                                                 |                  |  |  |

### Внутривидовые таксоны
- Vicia sativa subsp. amphicarpa (Dorthes) Asch.
- Vicia sativa subsp. amphicarpa (L.) Batt.
- Vicia sativa subsp. cordata (Wulfen ex Hoppe) Batt.
- Vicia sativa subsp. cordata (Hoppe) Asch. & Graebn.
- Vicia sativa subsp. devia J.G.Costa
- Vicia sativa subsp. incisa (M.Bieb.) Arcang.
- Vicia sativa subsp. macrocarpa (Moris) Arcang.
- Vicia sativa subsp. nigra Ehrh. — Горошек черный, или Горошек узколистный
- Vicia sativa subsp. sativa
- Vicia sativa var. abyssinica (Alef.) Baker

### Синонимы
- Vicia alba Moench
- Vicia communis prol. sativa (L.) Rouy
- Vicia cornigera St.-Amans
- Vicia erythosperma Rchb.
- Vicia melanosperma Rchb.
- Vicia nemoralis Ten.
- Vicia nemoralis Boreau
- Vicia notota Gilib.
- Vicia pallida Jacquem. ex Baker
- Vicia sativa var. sativa